# باستان‌شناسی گیلان
باستان‌شناسی گیلان، خصوصاً در دوره قبل از اسلام، معمولاً در زمینه گسترده‌تر ناحیه جنوب دریای خزر، شامل مازندران و گرگان مطالعه می‌شود.
کاوشهای باستانشناسی در گیلان از اوایل قرن بیستم با بازدید ژاگ دمورگان و علاقه‌مندی او به پایگاهها و گویشهای ناحیه شروع شد. کاوشهای غیر رسمی، تاریخی دیرپاتر داشتند. الکساندر خودزکو از ماندن در ارتفاعات رودبار در ۱۸۳۹ و برده شدن به بسیاری از گورستانهای آن نزدیکی توسط اهالی و یافتن بازمانده‌های اشیای فلزی و اسلحه یاد می‌کند. او همچنین زنانی را مشاهده کرد که از بعضی مصنوعات یافت شده به عنوان زینت آلات استفاده می‌کردند.